# آرتیس گیلمور
آرتیس گیلمور (انگلیسی: Artis Gilmore؛ زادهٔ ۲۱ سپتامبر ۱۹۴۹) بازیکن بسکتبال اهل ایالات متحده آمریکا است.
از باشگاه‌هایی که در آن بازی کرده‌است می‌توان به بوستون سلتیکس، سن آنتونیو اسپرز، و شیکاگو بولز اشاره کرد.